# Fengke Zhen
Fengke Zhen (kinesiska: 奉科, 奉科镇) är en köping i Kina. Den ligger i provinsen Yunnan, i den sydvästra delen av landet, omkring 360 kilometer nordväst om provinshuvudstaden Kunming.
Genomsnittlig årsnederbörd är 832 millimeter. Den regnigaste månaden är juli, med i genomsnitt 302 mm nederbörd, och den torraste är november, med 1 mm nederbörd.